# Battleship
Battleship és una pel·lícula estatunidenca de 2012 dirigida per Peter Berg i basada en un joc de taula anomenat Enfonsar la flota que té com a objectiu destruir els vaixells dels teus oponents. L'obra és protagonitzada per Liam Neeson, Alexander Skarsgård, Brooklyn Decker i la cantant Rihanna que debuta en aquesta història com a actriu. La pel·lícula es va doblar i subtitular al català.

## Argument
El 2005, la NASA descobreix un planeta extrasolar molt semblant a la Terra. Amb l'esperança de trobar-hi vida intel·ligent, la NASA hi envia un poderós senyal des d'un centre de comunicacions de Hawaii. Set anys més tard, el 2012, davant les illes de Hawaii s'hi estavella un ovni. Poc tarda la flota naval de Pearl Harbor a adonar-se de les males intencions d'aquests nouvinguts. Liderat pels germans Hopper, l'exèrcit de la marina s'ha d'enfrontar en una intensa batalla aquests extraterrestres que venen al planeta Terra per tal de destruir la seva nova amenaça: la humanitat.

## Repartiment
| Intèrpret           | Personatge                  | Veu en català       |
| ------------------- | --------------------------- | ------------------- |
| Alexander Skarsgård | Stone Hopper                | Carles Di Blasi     |
| Liam Neeson         | almirall Shane              | Joan Carles Gustems |
| Brooklyn Decker     | Samantha                    | Cristina Mauri      |
| Rihanna             | Raikes                      | Esther Solans       |
| Taylor Kitsch       | Alex Hopper                 | José Posada         |
| Jesse Plemons       | Ordy                        | Claudi Domingo      |
| Peter Macnicol      | secretari de Defensa        | Quim Roca           |
| Tadanobu Asano      | Nagata                      | Albert Mieza        |
| Gregory D. Gadson   | tinent coronel Mick Canales | Pep Ribas           |
| Hamish Linklater    | Cal                         | Sergi Zamora        |
| Gary Grubbs         | cap d'Estat Major Air Force | Antoni Forteza      |
| Adam Godley         | Dr. Nogrady                 | Óscar Muñoz         |
| John Tui            | Bèstia                      | Eduard Doncos       |
| John Bell (XXIV)    | Angus                       | Marcel Navarro      |